# Express Football Club
L'Express Football Club és un club ugandès de futbol de la ciutat de Kampala. Disputa els seus partits a l'estadi Muteesa II Stadium, Wankulukuku.
L'Express FC és el club més antic de la primera divisió ugandesa. Va ser fundat l'octubre de 1957. Fou fundat per membres del diari Uganda Express Newspapers, entre ells Jolly Joe Kiwanuka, propietari del diari.

## Palmarès
- Lliga ugandesa de futbol:[5]
  - 1974, 1975, 1993, 1995, 1996, 2011–12

- Copa ugandesa de futbol:[6]
  - 1985, 1991, 1992, 1994, 1995, 1997, 2001, 2002–03, 2006, 2006–07

- Supercopa d'Àfrica de l'Est de futbol:
  - 2001-02

## Jugadors destacats
- Hassan Mubiru
- David Obua